# Vange Milliet
Vange Milliet (São Paulo, 25 de junho de 1967) é uma fotógrafa, cantora e compositora brasileira.
Depois de uma rápida passagem pelas Ciências Sociais na USP e pela propaganda, na ESPM, Vange iniciou sua carreira em 1988, em dupla com Chico César. Os dois ainda atuavam em outras áreas (ela era fotógrafa e Chico, jornalista), quando decidiram assumir a música.
Neste percurso trabalhou com artistas tão diversos como o mestre Zé Keti, o guitarreiro Luís Vagner e Itamar Assumpção (nas bandas "Isca de Polícia" e "Orquídeas"). A partir de 1994 inicia trabalho solo acompanhada da banda "Paulada na Moleira", formada por Paulo Le Petit (baixo), Chico César (violão e backing-vocal) e Renato Braz (percussão e backing-vocal). Com esta formação grava seu primeiro disco "Vange Milliet". Neste CD, que já virou cult, Vange apresentou ao público os então desconhecidos, Zeca Baleiro, Lenine, Chico César, André Abujamra e Rita Ribeiro. Muito bem recebido no Brasil e no exterior, o disco é um dos marcos iniciais da chamada "nova geração da música brasileira".
Em 1998 lança "Arrepiô", firmando-se como compositora em parcerias com Chico César, Zeca Baleiro e Itamar Assumpção. Com este trabalho excursiona pelo Brasil, Europa e África, e recebe críticas positivas até no Japão. Vange tem músicas suas na trilha de dois filmes franceses[carece de fontes?]. 
Gravou em "Santagustin" espetáculo do Grupo Corpo de dança, com trilha composta por Tom Zé, que estreou em agosto de 2002. Seu terceiro disco é "Tudo em mim anda a mil", com produção de Paulo Lepetit e Zeca Baleiro.

## Parcerias
- Itamar Assumpção
  - Olho no olho
  - Terra Brasilis
  - Vou te convidar
- Paulo Leminski
  - Tudo a mil
- Chico César
  - Breu
  - Porrêta
  - Arrepiô
  - Zabomba
- Zeca Baleiro
  - Espelho
  - Vou te convidar
  - Zabomba
- Paulo Lepetit
  - Salvando a pele
  - Terra Brasilis
  - Maningue Nice
  - Nana pra brincar
- Alê Carvalho
  - Qualquer um

## Discografia
- 1995 - Vange Milliet

Primeiro disco de Vange, onde ela apresenta diversos compositores e artistas até então desconhecidos. O disco tem Chico César como parte da banda, tocando violões e fazendo backing-vocal. Renato Braz também integrava a banda como backing-vocal. Também tem Zeca Baleiro, Rita Ribeiro, Tata Fernandes, Itamar Assumpção, Jards Macalé e Lanny Gordin.
- 1998 - Arrepiô

Segundo disco da cantora, traz parcerias com Chico César e Itamar Assumpção. Participações especiais de Lenine, Edgard Scandurra, Zeca Baleiro, Suzana Salles, Toninho Ferragutti, Simone Soul e Bocato.
- 2002 - Tudo em mim anda a mil

Produzido por Zeca Baleiro e Paulo Lepetit, traz parcerias com Zeca, Paulo Leminski e Lepetit e participações especiais do baterista alemão Marlon Klein, de Scandurra, de João Parahyba e Benjamim Taubkin.
. 2013 - Com a Carda Toda - Gangorra
. 2017 - ISCA - Vol 1 - Banda Isca de Polícia

### Participações em discos de outros artistas
- 2017 - CD Desarmada - Elaine Marin
- 2016 - CD Canções eróticas de ninar - Tom Zé
- 2012 - CD Na lojinha de um real eu me sinto milionário - Paulo Padilha
- 2010 - CD Pretobrás III - Itamar Assumpção e Banda Isca de Polícia
- 2006 - DVD Cantos e Encontros de uns tempos pra cá - Chico César
- 2005 - Estudando o Pagode - Tom Zé
- 2005 - Brazil - The Women´s Voice - vários - gravadora Union Square Music - UK
- 2005 - Amídalas - Chico César
- 2004 - Isso vai dar repercussão - Itamar Assumpção e Naná Vasconcelos
- 2003 - Imprensa Cantada - Tom Zé
- 2002 -  Santagustin - trilha de Tom Zé e Gilberto Assis para o Grupo Corpo de dança.
- 2002 - Ilha do Destino - Ortinho
- 2002 - PetShopMundoCão - Zeca Baleiro
- 1999 - Brazilian Lullaby - Vários - Ellipsis Arts
- 1999 - Dindinha - Ceumar
- 1999 - Vô Imbolá - Zeca Baleiro
- 1998 - Pretobrás - Itamar Assumpção
- 1998 - Saculeja - Paulo Lepetit
- 1997 - Por onde andará Stephen Fry? - Zeca Baleiro
- 1996 - Vai dizer que não me viu... - Luís Vagner
- 1995 - Ataulfo Alves por Itamar Assumpção - Itamar Assumpção